# Чопський прикордонний загін
Чопський прикордонний загін (в/ч 1493) — у місті Чоп, територіальний орган охорони кордону в складі Західного регіонального управління Державної прикордонної служби України.
Чопський прикордонний загін охороняє ділянку державного кордону з трьома країнами Євросоюзу — Республікою Польща, Угорщиною та Словацькою Республікою, що розташована в межах Ужгородського району Закарпатської області. Протяжність ділянки відповідальності — 149,4 км, з них: гірська ділянка — 83,0 км, річкова — 19,6 км, рівнинна — 46,8 км.

## Історія
Наприкінці червня 1945-го року підписано договір з Урядом Чехословаччини про возз'єднання Закарпаття з Україною. Прикордонні війська виходять на новий кордон з Чехословаччиною, Угорщиною та Румунією.
Штаб 14-го прикордонного загону передислоковується у закарпатське місто Берегове, а Контрольно-пропускний пункт № 1 на залізничну станцію Чоп, де надалі отримав назву КПП «Чоп» та організаційно залишився у складі 14-го прикордонного загону.
З метою надійної охорони державного кордону, чіткої та налагодженої системи контролю, прийнято рішення сформувати на основі КПП «Чоп» окрему прикордонну частину в складі округу. 16 лютого 1946 року створено Окремий контрольно-пропускний пункт «Чоп» Прикордонних військ СРСР.
Новий етап реформування частини відбувся вже на початку 90-х. Наказом Командуючого Прикордонним військами України 1 березня 1993 року ОКПП «Чоп» реорганізовано в Окремий контрольно-пропускний пункт «Закарпаття», з новою організаційно-штатною структурою та новими підходами до охорони державного кордону незалежної України.
Відповідно до Закону України «Про Державну прикордонну службу» від 03.04.03 з 1 серпня 2003 року, у зв'язку із реформуванням Прикордонних військ України в правоохоронний орган спеціального призначення, Чопський прикордонний загін входить до складу Західного регіонального управління Державної прикордонної служби України.
В цьому ж році на базі ОКПП «Закарпаття» та 12 прикордонних застав Мукачівського прикордонного загону («Верховина Бистра», «Стужиця», «Княгиня», «Новоселиця», «Великий Березний», «Кам'яниця», «Гута», «Оноківці», «Ужгород», «Паладь Комарівці», «Соломоново», «Саловка») створено Чопський прикордонний загін.
2008 рік — в рамках реформування Державної прикордонної служби України в відомство європейського типу на базі колишніх прикордонних застав створюються підрозділи нового типу — відділи прикордонної служби.
 30 квітня 2025 року 94 прикордонний загін Державної прикордонної служби України указом Президента України Володимира Зеленського відзначений почесною відзнакою «За мужність та відвагу».

## Склад загону
До складу загону входять:
- управління загону;
- 5 відділів прикордонної служби: «Стужиця», «Великий Березний», «Новоселиця», «Ужгород», «Соломоново»,
- 2 відділи прикордонної служби типу С;
- підрозділи забезпечення.

На ділянці відповідальності визначено 9 пунктів пропуску, з них: 4 — залізничних («Павлово», «Страж», «Дружба», «Саловка»), 3 — автомобільних («Малий Березний», «Ужгород», «Тиса»), 1 — повітряний («Ужгород»), 1 — пішохідний («Малі Селменці»).

## Командири
- полковник Варнавский О. Ф. (до 1994 р.)
- полковник Панасенко В. Г. (1994 — 1995 рр.)
- полковник Хоружий Н. С. (1995 — 1998 рр.)
- полковник Панчоха Н. П. (1998 — 2002 рр.)
- полковник Зищук Олександр Іванович (2002 — 2004 рр.)
- полковник Горбенко Артур Іванович (2004 р.)
- полковник Луцький Олександр Леонтійович (2004 — 2005 рр.)
- полковник Вальків Олег Ігорович (2005 — 2006 рр.)
- полковник Хобта Михайло Васильович (2006—2008 рр.)[3]
- підполковник Вербицький Віталій Миколайович (2008 р.)
- полковник Самбор Юрій Олександрович (2008 — 2011? рр.)
- полковник Гавель Олексій Вікторович (2013? — 2014 рр.)
- полковник Чаплінський Іван Павлович (2015 р.)[4]
- полковник Доменюк Ігор Миколайович (2016 р.)[5]
- полковник Білявець Сергій Якович (2016 — 2017 рр.)
- підполковник Михайлюк Юрій Олександрович (2017 — 07.2019 рр.)
- полковник Цапюк Руслан Валерійович (з 2019 р. — 2024 р.)
- полковник Вітровчак Василь Григорович (з 2024 р. — до 03.2025 р.)[6]
- полковник Новак Сергій Володимирович (з 18.03.2025 року — дотепер)